# بتمن: تیمارستان آرکهام
بتمن: تیمارستان آرکهام (به انگلیسی: Batman: Arkham Asylum)، یک بازی ویدئویی در سبک اکشن-ماجراجویی بر پایه شخصیت بتمن، ابرقهرمانی خیالی شرکت دی‌سی کامیکس است. این بازی توسط راک‌استدی استودیوز توسعه یافته و به‌وسیلهٔ شرکت آیدوس با همکاری وارنر برادرز. اینتراکتیو انترتینمنت در سال ۲۰۰۹ برای مایکروسافت ویندوز، پلی‌استیشن ۳ و ایکس‌باکس ۳۶۰، منتشر شد. این بازی اولین قسمت از مجموعه بازی‌های بتمن: آرکهام بود. در سال ۲۰۱۷ هم این بازی ریمستر (Remaster) شد و با نام برگشت بتمن به آرکهام منتشر شد. دنباله‌های این بازی تحت نام‌های بتمن: شهر آرکهام (۲۰۱۱)، و نسخهٔ سوم این سری بتمن: شوالیه آرکهام (۲۰۱۵) است.

## خلاصه داستان بازی
پس از حمله جوکر به تالار شهر گاتهام، بتمن او را دستگیر کرده و به تیمارستان آرکهام منتقل می‌کند. این تیمارستان موقتاً میزبان بسیاری از اعضای باند جوکر است که پس از آتش‌سوزی در زندان بلکگیت به آنجا منتقل شده‌اند. بتمن که معتقد است جوکر عمداً خودش را تسلیم کرده، او را تا داخل تیمارستان همراهی می‌کند. نقشه جوکر زمانی آشکار می‌شود که هارلی کوین کنترل امنیت را به دست گرفته و جوکر با کمک نگهبان فاسد فرانک بولز که کمیسر گوردون را ربوده، فرار می‌کند. جوکر تهدید می‌کند که اگر کسی سعی کند وارد آرکهام شود، بمب‌های پنهان شده در سراسر گاتهام را منفجر خواهد کرد و بتمن را مجبور می‌کند تنها عمل کند.
بتمن با دنبال کردن کوین به بخش پزشکی برای نجات گوردون، در معرض سم ترس مترسک قرار می‌گیرد. پس از مقابله با توهمات، بتمن کوین را شکست داده و گوردون را نجات می‌دهد. جوکر سپس بتمن را به سمت بن می‌فرستد که توسط دکتر پنلوپ یانگ مورد آزمایش قرار گرفته است. جوکر بن را آزاد می‌کند تا با بتمن بجنگد، اما بتمن با استفاده از بت‌موبایل او را به دریا پرتاب می‌کند. در این حین، کوین فرار می‌کند.
بتمن در مخفیگاه خود در جزیره متوجه می‌شود که جوکر برای دسترسی به یانگ به آرکهام بازگشته است. یانگ در حال توسعه تایتان - نسخه قوی‌تری از دارو ونوم که به بن قدرت می‌دهد - بوده است. جوکر مخفیانه از تحقیقات او حمایت مالی می‌کرد تا ارتشی از هیولاهای نابودنشدنی ایجاد کند. یانگ با امتناع از تحویل فرمول، جوکر را وادار به بازگشت به آرکهام می‌کند. بتمن در جستجوی یانگ، فرمول تایتان را نابود کرده و او را از دست ویکتور زساز نجات می‌دهد، اما انفجاری یانگ را می‌کشد و جوکر نمونه‌های کامل تایتان را می‌دزدد.
در بخش زندانیان، کوین پویزن آیوی را آزاد می‌کند، اما بتمن او را دستگیر می‌کند. کوین به طور تصادفی فاش می‌کند که جوکر یک کارخانه تولید تایتان در باغ‌های گیاه شناسی آرکهام دارد. بتمن متوجه می‌شود تایتان از گیاهان دستکاری شده ژنتیکی ساخته می‌شود. آیوی به او می‌گوید که هاگ‌های لازم برای ساخت پادزهر فقط در لانه کیلر کروک در فاضلاب یافت می‌شود. جوکر آیوی را با تایتان تزریق می‌کند و او با گیاهان جهش‌یافته عظیم به جزیره آرکهام حمله می‌کند.
بتمن در مسیر رسیدن به کروک دوباره با مترسک روبرو شده و او را به فاضلاب دنبال می‌کند. مترسک توسط کروک مورد حمله قرار گرفته و به زیر آب کشیده می‌شود. بتمن هاگ‌ها را جمع‌آوری کرده و کروک را شکست می‌دهد، اما تنها می‌تواند یک دوز پادزهر بسازد قبل از اینکه گیاهان آیوی تجهیزات او را نابود کنند.
بتمن به باغ‌های گیاهشناسی بازگشته و آیوی را شکست می‌دهد. جوکر اعلام می‌کند که آماده مهمانی است و بتمن برای مقابله با او به مرکز بازدیدکنندگان می‌رود. جوکر گوردون را دوباره اسیر کرده و سعی می‌کند او را با تیری حاوی تایتان بزند، اما بتمن با پریدن به جلوی گوردون، خودش هدف قرار می‌گیرد. بتمن در حالی که سعی در مقاومت در برابر تغییر دارد، جوکر با مصرف بیش از حد تایتان به هیولایی تبدیل می‌شود. در نبرد نهایی روی پشت بام، بتمن از تبدیل شدن امتناع کرده و با استفاده از پادزهر، جوکر و نوچه‌هایش را شکست می‌دهد.
در پایان، همه کسانی که تحت تأثیر تایتان بودند به حالت عادی بازمی‌گردند، از جمله جوکر که دستگیر می‌شود. بتمن در حالی که برای مقابله با جنایت دو صورت (Two-Face) در گاتهام پرواز می‌کند، در صحنه پس از تیتراژ، جعبه‌ای از فرمول تایتان را در اقیانوس نزدیک به تیمارستان نشان می‌دهد که دستی از آب بیرون آمده و آن را می‌گیرد.

## گیم‌پلی
بازی در تیمارستان آرکهام و بعضی مواقع در محوطهٔ آن اتفاق می‌افتد. بیرون از محیط تیمارستان، برجک‌های نگهبانی و ساختمان‌های کوچک و بزرگ و همچنین غار وجود دارد. بیشتر گیم پلی بازی در ساختمان‌ها رخ می‌دهد و گیم پلی بازی به صورت سوم شخص دنبال می‌شود. بازیکن می‌تواند بازی را به دو صورت مخفی‌کاری و اکشن پیش ببرد.

## بازتاب‌ها
| گردآورنده  | امتیاز |
| ---------- | ------ |
| گیم‌رنکینگز | ۹۲٪    |
| متاکریتیک  | ۹۲٪    |

| ناشر                 | امتیاز |
| -------------------- | ------ |
| وان‌آپ.کام            | A-     |
| یوروگیمر             | ۹/۱۰   |
| گیم اینفورمر         | ۹٫۵/۱۰ |
| گیم‌پرو               | [ ۹ ]  |
| گیم‌اسپای             | [ ۱۰ ] |
| گیم‌تریلرز            | ۹٫۰/۱۰ |
| آی‌جی‌ان               | ۹٫۳/۱۰ |
| اوپی‌ام (بریتانیا)    | ۹/۱۰   |
| پی‌سی گیمر (بریتانیا) | ۸۹٪    |
| پی‌اس‌ام               | [ ۱۴ ] |
| ایکس پلی             | [ ۱۵ ] |

| ناشر                | جایزه                                    |
| ------------------- | ---------------------------------------- |
| رکوردهای جهانی گینس | Most Critically Acclaimed Superhero Game |

## پوند به بیرون
- Arkham Asylum Site
- بتمن در تیمارستان آرخام وبگاه رسمی
- Batman: Arkham Asylum در بانک اطلاعات اینترنتی فیلم‌ها (IMDb)